# Fritz Witschetzky

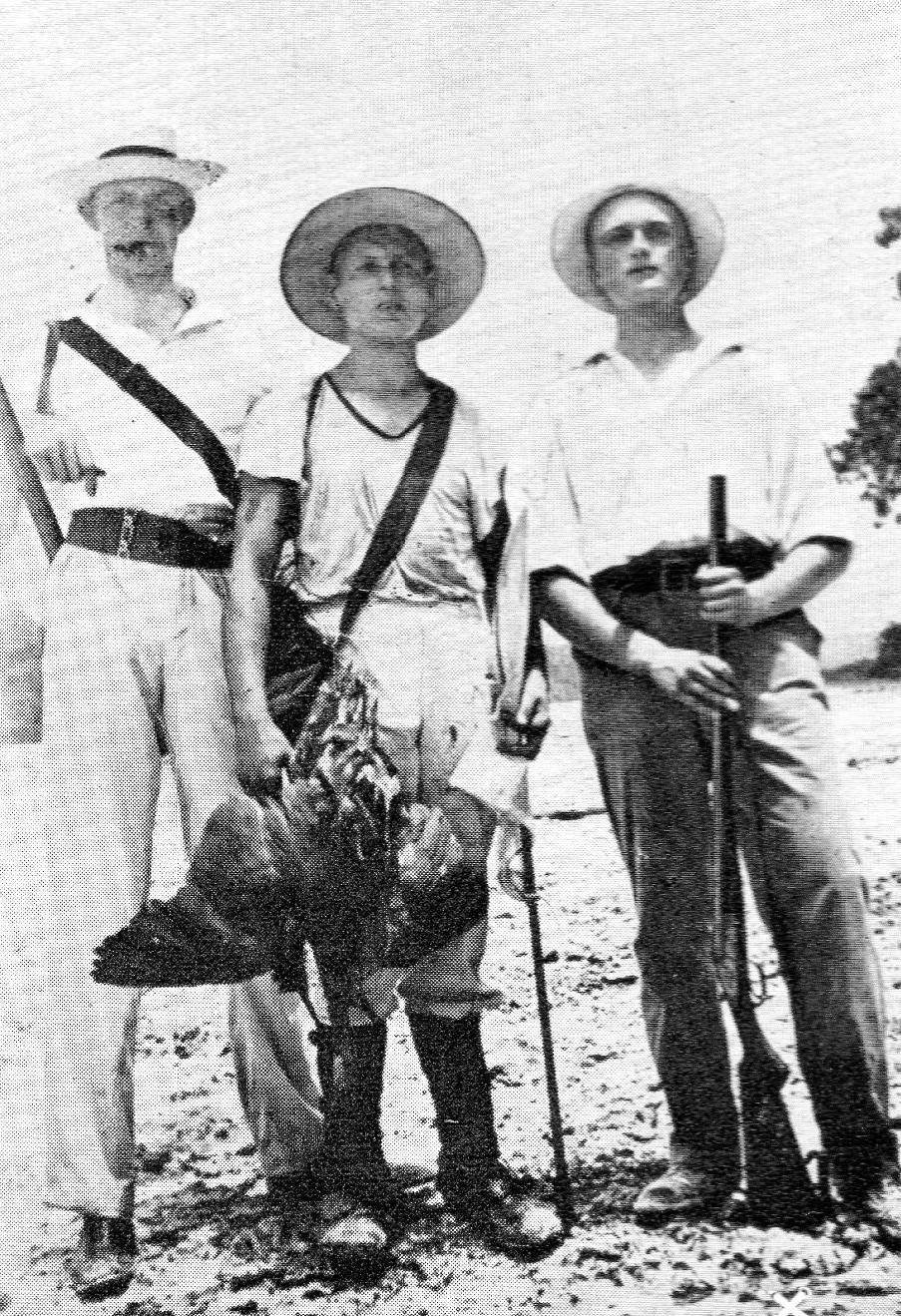
Fritz Witschetzky ganz rechts circa 1912–1913 in Deutsch-Neuguinea auf einem Jagdausflug während seiner Dienstzeit auf dem Kleiner Kreuzer SMS Cormoran

Fritz Witschetzky (* 21. Juni 1887 in Dresden; † 12. September 1941 in Flensburg) war ein deutscher Marineoffizier und Maler.

## Leben und Werk
Der Sohn eines Großkaufmanns begann seine Marinelaufbahn 1906 an der Marineschule Mürwik. 1916 bis 1918 war er Artillerieoffizier an Bord des Hilfskreuzers Wolf. An Bord war auch der Obermatrose Theodor Plivier. Beide haben diese längste Feindfahrt, die je ein Kriegsschiff ohne Unterstützung von außen unternommen hatte, aus unterschiedlicher Sicht festgehalten: Plivier in seinem Roman Des Kaisers Kulis, Witschetzky in dem Bericht Das schwarze Schiff, den er mit eigenen Illustrationen versah. Dieses Werk erschien nicht nur in mehreren deutschen Auflagen, sondern wurde auch in andere Sprachen übersetzt und dort teilweise ebenfalls mehrfach editiert. Zudem hat sich Witschetzky in weiteren Publikationen mit anderen Episoden der deutschen Marinegeschichte befasst.
1919 schloss sich Witschetzky der Marine-Brigade Ehrhardt an. Nach deren Auflösung wurde er von der Reichsmarine übernommenen und war von 1923 bis 1926 Lehrer für Artillerie und Seekriegsgeschichte an der Marineschule Mürwik. Von 1926 bis 1933 war er Direktor des Artillerie- und Navigationsressorts an der Marinewerft Wilhelmshaven. Seit 1930 verkehrte Witzschetzky im Künstlerdorf Fischerhude, insbesondere mit den Schwestern Olga Bontjes van Beek und Amelie Breling. Im September 1932 lernte er den Maler Franz Radziwill kennen, dessen Freund und Schüler er wurde. Als Dank führte er Radziwill in höchste Marinekreise ein. Unter dem Einfluss von Radziwill begann Witschetzky seine Doppelexistenz als Marineoffizier und Maler, beide stellten gemeinsam aus und unternahmen 1933 eine Reise nach Berlin und in die Niederlande, 1936 malten beide gemeinsam an der Flensburger Förde. Nachdem Witschetzky 1933 als Lehrer für Seetaktik und Marinegeschichte an die Marineschule Mürwik versetzt worden war, bemühte er sich vergeblich darum, Radziwills Kriegsbilder Westfront und Ostfront für die Aula der Marineschule zu erwerben. In Flensburg fand Witzschetzky Anschluss an die lokale Kunstszene um Käte Lassen, Hans Holtorf und Museumsdirektor Fritz Fuglsang. 1935 wurde er Mitglied der Reichskammer der bildenden Künste.  Nach Ausstellungsbeteiligungen in Flensburg und Kiel zeigte der Hamburger Kunstverein im Mai 1938 eine Einzelausstellung der Werke Witschetzkys, die von der Overbeck-Gesellschaft in Lübeck und vom Kunstverein Flensburg übernommen wurde.
Sein künstlerischer Nachlass, der rund 60 Gemälde umfasst, befindet sich auf dem Museumsberg Flensburg.

## Werke
- Das schwarze Schiff: Kriegs- und Kaperfahrten des Hilfskreuzers „Wolf“. Stuttgart, Berlin, Leipzig: Union Deutsche Verlagsgesellschaft, 7. Auflage 1930
  - Le navire noir: le croiseur auxiliare Wolf 1916-1918. Paris: Payot, 1929 (Übersetzung René Jouan)
  - El navío negro: las hazañas del crucero auxiliar „Wolf“ durante la Gran Guerra 1916-1918. Barcelona: Joaquín Gil, 1930 (versión española de J.G.G.)
- Die Marine. Bilder aus der deutschen Marinegeschichte. Wilhelmshaven: F. Eissing, 1929.
- Der Cormoran : Geschichten vom andern Ende d. Welt. Stuttgart: Union 1927.
- Die Fischereischutzfahrt und Norwegenreise des kleinen Kreuzers „Arcona“ : Ein Tagebuch. Charlottenburg: Verlag „Offene Worte“, 1922.